# Amedeo Laboccetta
Amedeo Laboccetta (Napoli, 13 febbraio 1948) è un politico italiano, membro del Consiglio Direttivo del PdL alla Camera.
Candidato alle elezioni politiche del 2013, è primo dei non eletti in Campania ed entra in Parlamento il 28 giugno 2017. Nel 2011, è stato eletto con oltre 11.000 preferenze coordinatore cittadino del Pdl di Napoli.
È stato arrestato il 13 dicembre 2016 per favoreggiamento in merito alle inchieste Atlantis/BPlus assieme a Francesco Corallo.

## Attività politica
Muove i primi passi in politica nel Fronte della Gioventù, del quale diventa giovanissimo dirigente, e nell'organizzazione degli universitari missini (FUAN). Nel Movimento Sociale Italiano è tra i leader della componente romualdiana. Nel 1989, viene eletto segretario provinciale di Napoli del Msi-Dn. Insieme al giornalista e scrittore Marcello Veneziani, fonda la rivista Lo Stato.
Per 15 anni consigliere comunale e deputato nella XVI legislatura, a Montecitorio siede nelle commissioni Bilancio e finanze e nella Bicamerale Antimafia. Le sue denunce hanno portato allo scioglimento per infiltrazione camorristica del Comune di Castello di Cisterna, in provincia di Napoli.
Nel 2013, viene nominato su indicazione del presidente della Regione Campania alla presidenza della società GORI (Gestione ottimale risorse idriche) che si occupa dell'approvvigionamento e della distribuzione idrica in oltre 70 Comuni delle province di Napoli e di Salerno.
Torna in Parlamento il 28 giugno 2017 in sostituzione del dimissionario Raffaele Calabrò.
Successivamente lancia il movimento Polo sud di cui sarà presidente.

### Iniziative parlamentari
Tra le sue vittorie politiche più significative, l'abolizione della Fondazione della Camera dei deputati costata alle casse italiane circa 20 milioni di euro in dieci anni.

#### L'inchiesta su Atlantis/Bplus
Nel novembre del 2011 la Guardia di Finanza ha svolto una perquisizione negli uffici romani di Francesco Corallo, azionista della società di gioco legale Atlantis/BPlus Gioco Legale, nell'ambito di un'inchiesta della Procura di Milano su presunti finanziamenti illeciti che la medesima società avrebbe ricevuto dalla Banca Popolare di Milano. Nel corso della perquisizione, Corallo si è opposto al sequestro di un computer portatile, che è stato infine prelevato da Laboccetta, che ne ha rivendicato la titolarità. Laboccetta in seguito ha provveduto a consegnare alla Procura di Milano il computer in questione nel quale sono stati cancellati alcuni contenuti che il parlamentare ha dichiarato essere riferiti alla sua attività politica, in particolare trattavasi dell'elenco delle persone iscritte al PDL, partito del quale Laboccetta è coordinatore a Napoli. La procura di Milano aveva chiesto alla Camera dei Deputati l'autorizzazione al sequestro del computer. Il 18 gennaio 2012 la Giunta per le autorizzazioni a procedere della Camera dei deputati ha bocciato la relazione Santelli, che negava l'autorizzazione. Successivamente la procedura si è conclusa senza deliberazione formale perché volontariamente il parlamentare ha consegnato il computer agli inquirenti.